# لیودمیلا پاولچنکو
لودمیلا پاولیچنکو (به انگلیسی: Lyudmila Pavlichenko portrait) (زاده ۱۲ ژوئیه ۱۹۱۶ - درگذشته ۱۰ اکتبر ۱۹۷۴) یکی از برترین تک تیراندازان و موفق‌ترین تک تیرانداز زن تاریخ بود.
در سال ۱۹۴۳ میلادی نشان ستاره طلایی به وی اهدا گرددید و یک تمبر یادبود برای او چاپ شد.

## زندگی‌نامه
لودمیلا پاولیچنکو در سال ۱۹۱۶ میلادی، در شهر بیلا تسرکفا در کشور اوکراین به دنیا آمد.
او همراه خانواده اش به شهر کی‌یف, پایتخت کنونی اوکراین نقل مکان نمود و در یک باشگاه تیراندازی ثبت نام کرد و در آنجا مشغول به تمرین شد همزمان در یک کارخانه تولید اسلحه مشغول بکار شد. در این زمان با تهاجم آلمان نازی به شوروی، لودمیلا در حالی که ۲۴ ساله بود به عنوان داوطلب به لشکر ۲۵ پیاده‌نظام پیوست. او به عنوان یک تک تیرانداز در جنگ شرکت کرد.
تا ۲۵ سالگی و در طی فقط یک سال خدمت، ۳۰۹ نفر (از جمله ۳۶ تک تیرانداز) از نیروهای دشمن را از پای درآورد؛ و از این جهت یکی از برترین تک تیراندازان تاریخ و موفق‌ترین تک تیرانداز زن تاریخ محسوب می‌شود؛ که در سال ۱۹۴۳میلادی نشان ستاره طلایی به وی اهدا گردید و یک تمبر یادبود برای او چاپ شد.
لودمیلا پس از جنگ به عنوان دستیار فرماندهی کل نیروی دریایی اتحاد شوروی انتخاب شد.

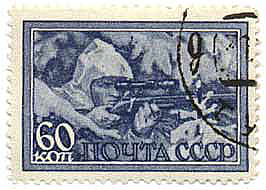
تمبر یاد بود برای لودمیلا پاولیچنکو در ۱۹۴۳ میلادی

لیودمیلا پاولیچنکو با حدود ۳۱۰ مورد قتل تأیید شده سربازان آلمانی بعد از محاصره شوروی سابق توسط نیروهای نازی، یکی از مرگبارترین تک تیراندازهای تاریخ به حساب می‌آید. ده‌ها نفر از حدود ۳۱۰ قربانی تأیید شدهٔ او از تک‌تیراندازهای دشمن بودند و هدف گلوله زنی قرار گرفتند که به دلیل اقداماتش در محاصره شهرهای سواستوپول و اودسا با نام مستعار بانوی مرگ شناخته می‌شد.
لیودمیلا در نهایت با ترکش خمپاره زخمی و مجبور به ترک خط مقدم شد. او پس از آن به عنوان مبلغ برای ارتش سرخ به فعالیت ادامه داد.
لیودمیلا به نقاط مختلف دنیا سفر کرد و با فرانکلین روزولت، رئیس‌جمهور آمریکا هم ملاقات داشت اما این قهرمان پرافتخار شوروی سابق بعدها تا حد زیادی از تاریخ کشور حذف شد.
ایرینا اسلاوینسکا، فعال برابری جنسیتی گفت: «روایت شوروی از جنگ جهانی دوم بر تصویر سربازان شجاع یعنی مردان متمرکز بود. زنان در آن روایت جایی نداشتند.»

## درگذشت
وی در ۱۰ اکتبر ۱۹۷۴میلادی در سن ۵۹ سالگی درگذشت و در گورستان نوودویچی در مسکو دفن گرددید.

## آوازه
«لودمیلا پاوْلیچِنکو» اولین شهروند شوروی بود که توسط رئیس‌جمهور آمریکا، شخصاً مورد استقبال قرار گرفت و به کاخ سفید دعوت شد. در طی سفر او به آمریکا، «وودی گاتری» (Woody Guthrie) خواننده آمریکایی، آهنگی به نام Miss Pavlichenko در وصف او سرود که شهرت جهانی پیدا کرد.
خلاصه آهنگ این است که ۳۰۹ نازی را از پا درآوردی و برای همین دنیا همیشه تو رو دوست خواهد داشت.
فیلم نبرد برای سواستوپول به زندگی لیودمیلا پاولیچنکو میپردازد.